# Aldeatejada
Aldeatejada è un comune spagnolo di 696 abitanti situato nella comunità autonoma di Castiglia e León.